# (15328) 1993 RJ9
(15328) 1993 RJ9 est un astéroïde de la ceinture principale découvert en 1993.

## Description
(15328) 1993 RJ9 a été découvert le 14 septembre 1993 à l'observatoire de La Silla, au Chili, par Henri Debehogne et Eric Walter Elst.

### Caractéristiques orbitales
L'orbite de cet astéroïde est caractérisée par un demi-grand axe de 2,42 UA, un périhélie de 1,97 UA, une excentricité de 0,19 et une inclinaison de 1,21° par rapport à l'écliptique. Du fait de ces caractéristiques, à savoir un demi-grand axe compris entre 2 et 3,2 UA et un périhélie supérieur à 1,666 UA, il est classé, selon la JPL Small-Body Database, comme objet de la ceinture principale.

### Caractéristiques physiques
(15328) 1993 RJ9 a une magnitude absolue (H) de 14,9 et un albédo estimé à 0,202.